# Кини (Минесота)
Кини (енгл. Kinney) град је у америчкој савезној држави Минесота.

## Демографија
По попису из 2010. године број становника је 169, што је 30 (-15,1%) становника мање него 2000. године.
| Група             | 2000.       | 2010.       |
| Белци             | 182 (91,5%) | 165 (97,6%) |
| Афроамериканци    | 0 (0,0%)    | 0 (0,0%)    |
| Азијати           | 0 (0,0%)    | 0 (0,0%)    |
| Хиспаноамериканци | 6 (3,0%)    | 0 (0,0%)    |
| Укупно            | 199         | 169         |